# Предисоціація
Предисоціація (рос. предиссоциация, англ. predissociation) — дисоціація молекул при безвипромінювальному переході збудженої молекули зі стабільного електронного стану в нестійкий з тією ж енергією. Наявність предисоціації в абсорбційній спектроскопії проявляється в розширенні обертальних ліній в коливально-обертальних смугах абсорбції, що може приводити до повного зникнення обертальної структури смуг, і в послабленні чи повному зникненні обертальних ліній в електронно-коливальних смугах випромінення (емісії). У цьому випадку поява області дифузних смуг у серії гострих ліній називається предисоціацією, оскільки освітлення в області таких частот веде до ефективної дисоціації.